# Iwieniec (gmina)
Iwieniec – dawna gmina wiejska istniejąca do 1939 roku w woj. nowogródzkim. Siedzibą gminy był Iwieniec (2226 mieszk. w 1921 roku), który przejściowo stanowił odrębną gminę miejską.
Początkowo gmina należała do powiatu mińskiego. 12 grudnia 1920 r. została przyłączona do nowo utworzonego powiatu stołpeckiego pod Zarządem Terenów Przyfrontowych i Etapowych. 19 lutego 1921 r. wraz z całym powiatem weszła w skład nowo utworzonego województwa nowogródzkiego. 22 stycznia 1926 roku gmina (wraz z Iwieńcem) została przyłączona do powiatu wołożyńskiego w tymże województwie. 
Po wojnie obszar gminy Iwaniec został odłączony od Polski i włączony do Białoruskiej SRR. 
Nie mylić z gminą Wieniec.